# Járosi Márton
Dr. Járosi Márton (Nagykanizsa, 1936. augusztus 8. –) okleveles gépészmérnök, erőművi energetikus szakmérnök, az Energiapolitika 2000 Társulat elnöke.

## Tanulmányai
Középiskolai tanulmányait a Nagykanizsai Gépipari Technikumban végezte, ahol 1954-ben okleveles gépésztechnikus végzettséget szerzett. Felsőfokú tanulmányait a Budapesti Műszaki Egyetemen folytatta, ahol 1959-ben okleveles gépészmérnök, 1967-ben pedig okleveles erőművi energetikus szakmérnök végzettséget szerzett. 1972-ben elnyerte a műszaki doktori fokozatot a Budapesti Műszaki Egyetemen.

## Életpályája
1959-1969 között üzemviteli és műszaki fejlesztési csoportvezető a kazincbarcikai Borsodi Hőerőmű Vállaltnál, 1965-1968 között alapító vállalatvezető a Kazincbarcikai Távfűtő Vállalatnál, 1969-1975 között üzemviteli és fejlesztési osztályvezető a Budapesti Fűtőerőmű Vállalatnál, 1975-1991 között termelési főosztályvezető a Budapesti Hőerőmű Vállalatnál, 1991-1992 között általános vezérigazgató-helyettes a Magyar Villamos Művek Trösztnél, 1992-1994 között: általános vezérigazgató-helyettes a Magyar Villamos Művek Rt.-nél.
1994. december 21-én koncepciós, rendkívüli felmondással eltávolították az MVM Rt.-ből.
1997. január 1-jétől saját kezdeményezésére nyugállományba került.
1997 áprilisában az MVM Rt.-vel szemben indított munkaügyi perében a bíróság hatályon kívül helyezte a rendkívüli felmondást.

## Munkahelyi tevékenységei
- erőművi üzemvitel, energetikai műszaki fejlesztés,
- ipari és városi távhőellátás, fűtőerőművek,
- villamosenergia-ipar szervezeti átalakítása,
- erőműépítési, alaphálózati és szervezési iparági stratégiák kialakítása,
- energiapolitika

## Energiapolitikai tevékenysége
Az energiapolitika reformjának (különösen a kapcsolat energiatermelés elterjesztésének) a szorgalmazása  (1985-1990). A rendszerváltozás után a villamosenergia-ipar megújítási stratégiájának kidolgozása és közreműködés az ezt is magában foglaló magyar nemzeti energiapolitika megalkotásában. Az MVM Rt.-től való eltávolítása után szakmai harc a villamosenergia-ipar rabló privatizációja ellen a nemzeti energiapolitikáért. A Magyar Energetikai Társaság stratégiájának és energiapolitikai koncepciójának kidolgozása. A Gazdaság 2000 kutatási program (Privatizációs Kutatóintézet) keretében a Fidesz energiapolitikájának megalapozása. Az Energiapolitika 2000 Társulatban A helyreállítás energiapolitikája (2010), Az építkezés energiapolitikája (2014), valamint Az ellátásbiztonság energiapolitikája (2018) című dokumentumok kidolgozása, a Lévai-örökség ápolása.

## Egyéb iparpolitikai tevékenysége
- Hazai Termék Hazai Munkahely Alapítvány ügyvezető elnöke (1993-1998)
- Hazai Termék Hazai Munkahely Védegylet egyik alapítója, alelnöke (1996-tól)
- Magyar Termelékenységi Központ Közalapítvány kuratóriumának tagja (1993-1998)

## Társadalmi tevékenységei
- Energiagazdálkodási Tudományos Egyesület (1959-1990)
- Gazdaság és Energia energiapolitikai folyóirat egyik alapítója (1969)
- ETE Hőszolgáltatási Szakosztály titkára (1968-1985), majd elnöke (1985-1990)
- Mérnöki Kamara és a Mérnöki Kamara Energetikai Tagozatának alapító tagja (1990)
- Magyar Energetikai Társaság (MET) megalapításának kezdeményezője (1991) és alapító elnökségi tagja
- MVM Rt. Közlemények felelős szerkesztője (1991-1994)
- Magyar Energetika folyóirat egyik alapítója (1993) és a szerkesztőbizottság tagja

A MET energiaprivatizáció elleni harca miatt végrehajtott puccs után kilépett a társaságból, és 2000-ben megalapította az Energiapolitika 2000 Társulatot, amelynek elnöke. 

## Publikációi, szellemi alkotásai
- Meghívott előadó a Budapesti Műszaki Egyetemen energetikai, erőművi és távhő-konferenciákon.
- Több száz publikáció és előadás szakmai folyóiratokban, rendezvényeken és médiában.
- Két szabadalom, húsz újítás.

## Könyvei
- A budapesti református gimnázium újraindításáért (1998) – társszerző
- Uniós csatlakozás előtt a magyar energiapolitikáról (Püski Kiadó, 2000) – társszerző
- A Lévai örökség és a magyar energetika (Püski Kiadó, 2010)
- Életem a magyar energetikáért (Püski Kiadó, 2010)
- Magyar Nemzetstratégia (2008), Magyar Nemzetstratégia II. (2009) – társszerző
- Kanizsai gépiparisták emlékkönyve (2012) – társszerző
- Szolgálat (Püski Kiadó, 2020)
- Epilógus (Püski kiadó, 2024)

## Kitüntetései, elismerései
- Kiváló Munkáért (1964, 1981)
- Kiváló Újító (1969)
- Segner János András-díj (1974)
- MTESZ-díj (1987)
- Eötvös Lóránd-díj (1994)
- Kiváló Bányász (1993), Szent Borbála-emlékérem (1993)
- MVM Rt. emlékérem (1994)
- MVM Rt. életműdíj (2014)
- 50 éves eredményes mérnöki munkásság elismerése: arany díszoklevél (aranydiploma) – 2009. május 22.
- 60 éves eredményes mérnöki munkásság elismerése: gyémánt díszoklevél (gyémántdiploma) – 2019. május 24.
- Nagykanizsa Megyei Jogú Város Díszpolgára az országosan ismert energetikai és közéleti munkásságáért (2013)
- A Magyar Érdemrend tisztikeresztje: a magyar energiapolitika alakításában végzett kiemelkedő szakmai tevékenysége elismeréseként (2014. március 15.)
- Héliosz-díj (2025)

## Egyházi tevékenysége
- A budapesti református gimnáziumok újraindítására létrejött Gönczy Pál Református Iskola-alap Alapítvány (1988-1998) egyik alapítója, a kuratórium elnöke.
- A Baár-Madas és a Lónyai Utcai Református Gimnázium igazgatótanácsának tagja (1998-ig).

## Politikai tevékenysége
- 1993-1997 között: a Kereszténydemokrata Néppárt tagja, az Energetikai Bizottság és a Szakértői Tanács elnöke, az Elnökség tagja.
- A Magyar Kereszténydemokrata Szövetség alapító tagja (1997-1999), alelnök, a Szakértői Testület elnöke.